# ハイチの世界遺産
ハイチの世界遺産 （ハイチのせかいいさん）はユネスコの世界遺産に登録されているハイチ国内の文化・自然遺産。
※この項目はウィキプロジェクト 世界遺産に準じて作成されています

## 文化遺産

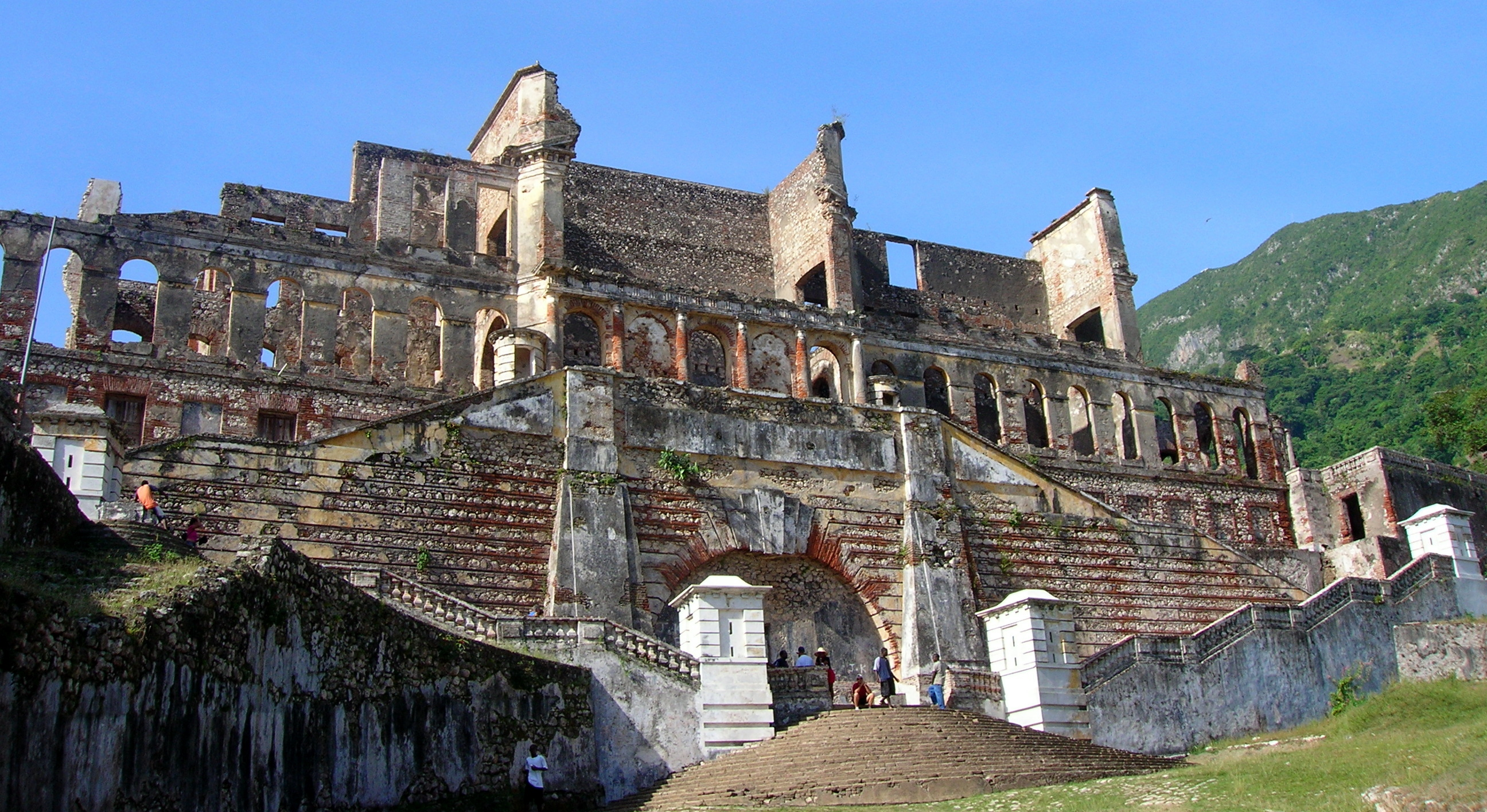
サン＝スーシ城

- シタデル、サン＝スーシ城、ラミエール国立歴史公園 - （1982年）

## 自然遺産
なし

## 複合遺産
なし